# القاسم بن النفس الزكية
القاسم بن محمد النفس الزكية بن عبد الله المحض بن الحسن المثنى بن الحسن بن علي بن أبي طالب الهاشمي القرشي .

## نسبه
هو:  القاسم بن محمد النفس الزكية بن عبد الله الكامل بن الحسن المثنى بن الحسن بن علي بن أبي طالب بن عبد المطلب بن هاشم بن عبد مناف بن قُصَي بن كلاب بن مرة بن كعب بن لؤي بن غالب بن فهر بن مالك بن النضر بن كنانة بن خزيمة بن مدركة بن إلياس بن مضر بن نزار بن معد بن عدنان.

## مولده
ولد بالمدينة المنورة على أرجح الأقوال في بيت والده محمد النفس الزكية أحد علماء آل أبي طالب في زمانه، واختلف النسابون في عقب والده محمد النفس الزكية.

## اختلاف النسابين بعقب محمد النفس الزكية
اختلف النسابون في عقب محمد النفس الزكية:
- فمنهم من عدهم ثلاثة كمحمد كاظم بن أبي الفتوح بن سليمان اليماني الموسوي في كتابه النفحة العنبرية في أنساب خير البرية،[7]

وهم (عبد الله الأشتر، محمد الثاني، الحسن).
- فمنهم من عدهم أربعة كفخر الدين الرازي في كتابه الشجرة المباركة،[8]، وكذلك أبو نصر البخاري في كتابه سر السلسلة العلوية في أنساب السادة العلوية،[9]

وهم (عبد الله الأشتر، علي، الطاهر، الحسن).
- وكذلك عدهم أربعة النسابة محمد بن أحمد بن عميد الدين الحسيني النجفي وهو من أعلام القرن التاسع والعاشر الهجري في كتابه بحر الأنساب المسمى بالمشجر الكشاف لأصول السادة الأشراف ص 188 [10] وهم (عبد الله الأشتر، علي، الطاهر، إبراهيم).

- ومنهم من عدهم خمسة كمصعب الزبيري في كتابه نسب قريش [11]

وهم (عبد الله الأشتر، علي، الطاهر، الحسين وقال بعض النسابين الحسن، إبراهيم).
- وكذلك عدهم خمسة ابن سعد المتوفى عام 230 هـ في كتابه الطبقات الكبرى الجزء السابع ص 535 وهم (عبد الله الأشتر، علي، الحسن، الطاهر، إبراهيم).[12]
- ومنهم من عدهم ستة كأبو الحسن علي بن محمد العمري في كتابه المجدي في أنساب الطالبيين، وهم (عبد الله الأشتر، علي، الطاهر، الحسن، إبراهيم، يحيى).[13]
- وكذلك عدهم ستة ابن حزم الأندلسي في كتابه جمهرة أنساب العرب وهم (عبد الله الأشتر، علي، الطاهر، الحسن، إبراهيم، أحمد).[14]
- وذكر النسابة ابن طباطبا وهو إبراهيم بن ناصر ابن طباطبا الذي كان حيا بالقرن الخامس الهجري في كتابه منتقلة الطالبية ص 309 أن ذرية محمد النفس الزكية من الحسن الأعور بن محمد بن عبد الله الأشتر.[15]
- وذكر النسابة شيخ الشرف أبو الحسن محمد بن محمد بن علي العبيدلي المتوفى عام 436 هـ تقريبا (وقيل بعدها) في كتابه تهذيب الأنساب ونهاية الأعقاب ص 35 أن ذرية محمد النفس الزكية من عبد الله الأشتر وحده.[16]
- وذكر ابن الطقطقي المتوفى عام 709 هـ في كتابه الأصيلي في أنساب الطالبيين ص 76 أن ذرية محمد النفس الزكية من عبد الله الأشتر وحده.[17]
- وذكر ابن عنبه المتوفى عام 828 هـ في كتابه عمدة الطالب في أنساب آل أبي طالب ص 96 أن ذرية محمد النفس الزكية من عبد الله الأشتر وحده.[18]

- وذكر النسابة تاج الدين بن محمد بن حمزة المعروف بابن زُهرة الفوعي المتوفى عام 927 هـ  في كتابه غاية الاختصار في البيوتات العلوية المحفوظة من الغبار ص 26 أن ذرية محمد النفس الزكية من عبد الله الأشتر وحده.[19]

- وأيضا ذكر محمد بن الحسين السمرقندي الحسيني المتوفى عام 996 هـ في كتابه تحفة الطالب بمعرفة من ينتسب إلى عبدالله آل أبي طالب ص 22 أن ذرية محمد النفس الزكية من عبد الله الأشتر وحده.[20]

- وذكر النسابة أبي عبد الله حسين بن عبد الله السمرقندي الحسيني المتوفى عام 1043 هـ في كتابه أنساب الطالبيين ص 59 بأن عقب محمد النفس الزكية من عبد الله الأشتر وحده.[21]

- وذكر النسابة عزيز الدين أبي طالب إسماعيل بن الحسين بن محمد المروري الأزورقاني الحسيني المتوفى عام 614 هـ (وقيل بعد عام 614 هـ) في كتابه الفخري في أنساب الطالبيين ص 86 أن ذرية محمد النفس الزكية من عبد الله الأشتر وحده.[22]
- وكذلك عدهم ستة النسابة أبي عبد الله محمد بن محمد بن أحمد الجزي الكلبي الغرناطي المتوفى عام 741 هـ في كتابه الأنوار في نسب آل النبي المختار ص 48 وهم (عبد الله الأشتر، الحسن، الطاهر، علي، أحمد، إبراهيم).[23]
- وذكر النسابة ضامن بن شدقم الحسيني الذي كان حيا عام 1090 هـ في كتابه تحفة الأزهار وزلال الأنهار في أنساب أبناء الأئمة الأطهار ص 334 أن ذرية محمد النفس الزكية من عبد الله الأشتر وحده.[24]

- وذكر النسابة يحيى بن الحسن بن جعفر الحسيني العقيقي المتوفى عام 277 هـ في كتابه المعقبين من ولد الإمام أمير المؤمنين ص 63 أن ذرية محمد النفس الزكية من عبد الله الأشتر وحده.[25]

- وذكر النسابة يحيى بن محمد بن القاسم بن محمد بن إبراهيم طباطبا الحسني المتوفى عام 478 هـ في كتابه أبناء الإمام في مصر والشام ص 87 أن ذرية محمد النفس الزكية من عبد الله الأشتر وحده. [26]

- وذكر النسابة المتأخر جعفر الأعرجي الحسيني المتوفى عام 1332 هـ في كتابه مناهل الضرب في أنساب العرب ص 187 أن ذرية محمد النفس الزكية من عبد الله الأشتر وحده.[27]

وذكر النسابة المتأخر أبي علامة محمد المؤيدي الحسني اليماني المتوفى عام 1044 هـ في مشجره ص 59 أن ذرية محمد النفس الزكية (عبد الله الأشتر، الحسن، الطاهر، علي، إبراهيم).
- وذكر النسابة المعاصر أحمد ضياء العنقاوي في كتابه معجم أشراف الحجاز في بلاد الحرمين ص 22 أن ذرية محمد النفس الزكية من عبد الله الأشتر وحده باتفاق النسابين.[29]

- ومنهم من عدهم سبعة كنسابوا ومؤرخوا المغرب، وكذلك النسابين المعاصرين مثل مهدي الرجائي الموسوي وأنس الكتبي، وهم (عبد الله الأشتر، علي، الطاهر، الحسن، أحمد، إبراهيم، القاسم).[2][30]

ومما ذُكر في عدد أبنائه أنهم عشرة رجال، وخمس بنات:
- أما الرجال فهم:

1. القاسم بن محمد النفس الزكية وهو الأكبر ومن عقبه زيدان جد ملوك المغرب السعديون والحسن الداخل جد ملوك المغرب العلويين[31]
2. عبد الله الأشتر وبه يكنى، أعقب ولدا يدعى محمد.
3. علي، أمه هو وعبد الله الأشتر (المذكور أعلاه)، هي أم سلمة بنت محمد بن الحسن المثنى بن الحسن بن علي بن أبي طالب
4. الحسن، وقال بعضهم الحسين.
5. الطاهر، أمه فاخته بنت فليح بن محمد بن المنذر بن الزبير بن العوام.
6. إبراهيم
7. أحمد
8. يحيى
9. موسى
10. محمد، ذكره اليماني الموسوي في النفحة، وكذلك الفتوني العاملي في التهذيب.

- أما البنات فهن:

1. فاطمة وزينب أمهما أم سلمة بنت محمد بن الحسن المثنى بن الحسن بن علي بن أبي طالب

- وزاد العمري:

1. أم كلثوم
2. أم سلمة
3. أم علي

## التحقيق في وجوده
ذكره بعض المؤرخين وقد وقع خلاف كبير جدًا حول وجود ابن لمحمد النفس الزكية يسمى القاسم، وقد نص على ذلك أحمد السلجماسي الحسني في كتابه الأنوار الحسنية فيمن بسجلماسة من الأشراف الحسنية، وقد ذهب أغلب النسابين المتقدمين إلى القول بعدم وجود ابن للنفس الزكية اسمه القاسم، وإلى القاسم بن محمد النفس الزكية يرجع نسب ملوك المغرب السعديين والعلويين، وقال جمع من النسابون بوضع وسائط بين القاسم ومحمد النفس الزكية، بأن تزداد ثلاثة أسماء في نسب العلويين والسعديين وتواتر أصلهم من مدينة ينبع وبالرجوع إلى كتاب دوحة الأنساب الكبرى لعزيز الدين أبو طالب إسماعيل المروزي الازورقاني الحسيني والذي التقى بياقوت الحموي فقد نص على أن للنفس الزكية عقب بينبع من ابنه القاسم وإليه يرجع نسب الملوك العلويون و السعديين وقد وقع الشيعة في حرج التسمي بمحمد والتكني بأبي القاسم لورود أثر في ذلك في الحديث: (تسموا باسمي ولاتكنوا بكنيتي) أخرجه البخاري والذي يفسر تكني النفس الزكية بأبي القاسم تقية الخروج على الحاكم عند الزيدية وعلى هذا المذهب عامة آل البيت لاسيما أهل القرن الأول والثاني ومنهم بني العباس كما في كتاب أخبار العباس وولده والذي يبين عقيدة بني العباس وهو مخطوط يعود للقرن الثالث الهجري. الروايات التاريخية لدى المغاربة تفيد بأن أهل المغرب اتصلوا بالقاسم بن محمد بن أبي القاسم وهو من عقب القاسم بن محمد النفس الزكية وطلبوا منه أن يرسل أحد أبنائه أو كلهم إلى المغرب لنشر الدعوة الإسلامية وبركة مجاورة آل البيت الهاشميين لامتداد نسبتهم إلى النبي ﷺ فأجابهم القاسم إلى هذا الطلب، وقد نص على ذكر القاسم بن محمد النفس الزكية النسابة محمد الحسيني البغدادي والمتوفى عام 337 هجرية في كتابه الدوحة الكبرى للأنساب فقال: محمد النفس الزكية أعقب القاسم وهو أكبر أولاده.انتهى
وذهب ابن سهل الرازي وبعض من نسابوا ومؤرخوا المغرب وبعض متأخري نسابوا الحجاز كأنس كتبي، والمشرق كالرجائي، وصاحب كتاب (دوحة الأنساب الكبرى) إلى القول بوجود ابن للنفس الزكية اسمه القاسم (2).
، والعلم لا يقبل الجمود فعلم البشر سمته النقص، وكم ترك الأول للأخر.
قال عبد السلام القادري في كتابه الدر السني: وأما بنو النفس الزكية  فمنهم بفاس بعض شرفاء سجلماسة المدعوة بتافيلالت، وهم صرحاء الأشراف نسباً، وأفضلهم حسباً.
وقال الناصري في الاستقصا لأخبار دول المغرب الأقصى عن نسب الدولة العلوية: أعلم أن نسب هذه الدولة الشريفة العلوية من أصرح الأنساب، وقال أيضا بعد ذكر نسبهم إلى القاسم المذكور: هكذا ذكر هذا النسب، الذي هو حقيق بأن يسمى سلسلة الذهب، جماعة من العلماء كالشيخ أبي العباس أحمد بن أبي القاسم الصومعي، والشيخ أبي عبد الله محمد العربي بن يوسف الفاسي، والعلامة الشريف أبي محمد عبد السلام القادري، وغيرهم.
أما التحقيق في وجود القاسم فقد ذكره قلة من المؤرخين والنسابين، منهم المؤرخ أحمد بن سهل الرازي المتوفي في الربع الأول من القرن الرابع قال في كتابه أخبار فخ: ثم خرج يحيى وإدريس من الحبشة، فقدما فرع المِسْوَر ليلاً، فأقاما به زمناً يتشاوران إلى أين يخرجان وأي بلد يحملهم ويخفيهم وشملهم من الخوف، مثل ماكان عرف وتناهى إليهم خبر علي بن إبراهيم، وإبراهيم بن إسماعيل، والقاسم بن محمد بن عبد الله، وموسى بن عبد الله بن الحسن بن الحسن؛ وقال في موضع آخر: لما كان من أمر الحسين بفخ ماكان، أحضر موسى الهادي موسى بن عبد الله بن الحسن بن الحسن، والقاسم بن محمد بن عبد الله.
وقال أبو عبد الله الحسين الديار بكري صاحب تاريخ الخميس المتوفي سنة 966 هـ كما ذكر صاحب كتاب المطالع محمد الزكي الحسني العلوي: توفي القاسم بن محمد النفس الزكية في حياة أبيه وجده، وترك زوجته حاملاً بابنه إسماعيل، فلما وضعته تزوج بها أخوه عبد الله الأشتر، وكفل ابن أخيه إسماعيل، فلما وقع ما وقع بالإمام محمد النفس الزكية وفر ولده عبد الله لبلاد السند وحمل معه ابن أخيه إسماعيل مع أمه، ولما وقع ما وقع بعبد الله حين قام ببلاد كابل وقتل وفر إسماعيل فيمن فر ورجع إلى ينبع واستوطنه.، والقاعدة أن المعتمد الذاكر لا التارك فيما ترك، والقاسم ثابت بالتحقيق والتدقيق ولا التفاف لمن قال لاجود له والصواب هو أن يزاد بين القاسم ومحمد النفس الزكية والله أعلم.
قلت: وكنت قد وقفت على مقبرة قديمة عند جبل طرف حزره، وهي قرية من قرى المدينة قرب سويقة الثائرة، بها قبور كثيرة، منها قبرين عليهما شاهدين، مكتوب على أحدهما: محمد بن أحمد بن محمد بن محمد بن عبد الله بن الحسن المثنى بن الحسن بن علي بن أبي طالب، والآخر ابن للأول إلا أني لم أستطع قراءة اسمه، فظهر لي أن هناك ابن للنفس الزكية اسمه محمد لم تذكره كتب النسب،  ثم رأيت النسابتين اليماني الموسوي، والفتوني العاملي ذكراه، فصح عندي  والله العالم.

## مقتله
وقع خلاف حول تاريخ وفاة القاسم بن النفس الزكية، فقد ذكر المؤرخ أحمد بن سهل الرازي في أخبار فخ أن وفاته كانت مدة خلافة الخليفة العباسي موسى الهادي الذي بويع له سنة 169هـ واستمرت إلى سنة 170هـ، حيث قال في مقتله: وكان أمرهم كما أخبرني محمد بن يوسف بن إبراهيم بن موسى عن أبيه، قال: لما كان أمر الحسين بفخ ماكان، أحضر موسى الهادي موسى بن عبد الله بن الحسن، والقاسم بن محمد بن عبد الله؛ وقال للقاسم: والله لأقتلنك يا ابن الفاعلة قتله ما قتلها أحد قبلي احداً قبلك، قال له القاسم: الفاعلة هي الصنّاجة التي اشتريت بأموال المسلمين، إياي تهددني بالقتل الذي لم يسبقك إليه ظالم ؟ فلأصبرن لك صبراً ما صبره أحد قبلي لمرضات الله وجميل ثوابه، فأمر موسى بالمناشير فأحضرت ثم أقيم على كل عضو منه منشار فنشر وجهه صفحة واحدة ثم نشروه عضواً عضواً حتى أتوا على جميع بدنه، قالوا جميعاً: فما تأوه ولا تحرك حتى جردوا عظامه عن لحمه، وفرقوا بين جميع أعضائه. فقال له موسى: كيف رأيت يا ابن الفاعلة ؟ فقال له القاسم: يامسكين لو رأيت ما أرى من الذي أكرمني الله به في دار المقامة وما أعد لك من العذاب في دار الهوان لرأيت حسرة دائمة وتـثبتَّ النقمة العاجلة؛ وخرجت نفس القاسم مع آخر كلامه.
وقال الديار بكري نقلاً عن المطالع للعلوي وغيره: إن وفاته كانت في حياة أبيه الذي قتل في خلافة أبو جعفر المنصور سنة 145هـ.
قلت: الراجح في وفاته أنها كانت في مدة خلافة موسى الهادي في حدود سنة 169هـ، وهي السنة التي قتل فيها جماعة من الطالبيين، وهو الذي قال به ابن سهل الرازي، وأما اختفائه وانقطاع خبره فكان في حياة أبيه فظن من ظن أنه مات في حياة أبيه والله العالم.

## أعقابه
أعقب القاسم بن محمد النفس الزكية من ولده إسماعيل الذي أعقب رجلين هما :
1. أحمد بن إسماعيل ومن عقبه، محمد بن أبي القاسم بن محمد بن الحسن بن عبد الله بن محمد بن عرفة بن الحسن بن أبي بكر بن علي بن الحسن بن أحمد المذكور، وأعقب محمد بن أبي القاسم من ولديه أحمد الذي أعقب زيدان جد الملوك السعديون، والقاسم الذي أعقب الحسن الداخل جد الملوك العلويون.
2. إبراهيم بن إسماعيل ومن عقبه الأشراف العيايشة بينبع، ويرجع نسب العيايشة إلى محمد العياشي بن دواس بن همام بن جبارة بن تمام بن علي بن حسن بن محفوظ بن جبارة بن حسن بن عبد الله بن أحمد بن علي بن القاسم بن عبد الله بن محمد بن جبارة بن محمد بن الحسن بن إبراهيم بن إسماعيل بن القاسم بن محمد النفس الزكية.[46][47][48]، وقيل بأنهم من ذرية إبراهيم الأزرق بن عبد الله بن الحسن بن إبراهيم قتيل باخمرى بن عبد الله الكامل بن الحسن المثنى بن الحسن بن علي بن أبي طالب

## الحواشي
1. ↑  "النفخة الزكية في سيرة القاسم بن محمد النفس الزكية". مؤرشف من الأصل في 2019-01-12. اطلع عليه بتاريخ 2019-1-12.{{استشهاد ويب}}:  صيانة الاستشهاد: BOT: original URL status unknown (link)
2. 1 2  : unknown "كتاب الأصول في ذرية البضعة البتول". مؤرشف من الأصل في 2016-09-04. اطلع عليه بتاريخ 2016-9-4. {{استشهاد ويب}}: تحقق من قيمة |مسار أرشيف= (مساعدة)
3. ↑  الحسني، أحمد بن محمد بن أحمد بن عبد العزيز بن الحسن السجلماسي. مخطوط الأنوار الحسنية في من بسجلماسة من الأشراف الحسنية (PDF). مؤرشف من الأصل (PDF) في 2020-03-09.
4. ↑  النفحة الزكية في سيرة القاسم بن محمد النفس الزكية نسخة محفوظة 12 يناير 2019 على موقع واي باك مشين.
5. ↑  الصَّلاَّبي، علي. دولة الموحدين. دار البيارق للنشر. {{استشهاد بكتاب}}: |موقع= تُجوهل (مساعدة)
6. ↑  "القاسم بن محمد النفس الزكية  || شبكة الإمام الرضا عليه السلام". www.imamreza.net. مؤرشف من الأصل في 2018-12-01. اطلع عليه بتاريخ 2018-12-01.
7. ↑  : unknown "كتاب النفحة العنبرية في أنساب خير البرية". مؤرشف من الأصل في 2022-11-25. اطلع عليه بتاريخ 2022-11-25. {{استشهاد ويب}}: تحقق من قيمة |مسار أرشيف= (مساعدة)
8. ↑  : unknown "الشجرة المباركة". مؤرشف من الأصل في 2022-11-25. اطلع عليه بتاريخ 2022-11-25. {{استشهاد ويب}}: تحقق من قيمة |مسار أرشيف= (مساعدة)
9. ↑  : unknown "سر السلسلة العلوية في أنساب السادة العلوية". مؤرشف من الأصل في 2022-11-25. اطلع عليه بتاريخ 2022-11-25. {{استشهاد ويب}}: تحقق من قيمة |مسار أرشيف= (مساعدة)
10. ↑  : unknown "كتاب بحر الأنساب المسمى بالمشجر الكشاف لأصول السادة الأشراف". مؤرشف من الأصل في 2016-09-04. اطلع عليه بتاريخ 2016-9-4. {{استشهاد ويب}}: تحقق من قيمة |مسار أرشيف= (مساعدة)
11. ↑  : unknown "كتاب نسب قريش". مؤرشف من الأصل في 2022-11-25. اطلع عليه بتاريخ 2022-11-25. {{استشهاد ويب}}: تحقق من قيمة |مسار أرشيف= (مساعدة)
12. ↑  "كتاب الطبقات الكبرى". مؤرشف من الأصل في 2023-05-26. اطلع عليه بتاريخ 2022-11-25.{{استشهاد ويب}}:  صيانة الاستشهاد: BOT: original URL status unknown (link)
13. ↑  : unknown "كتاب المجدي في أنساب الطالبيين". مؤرشف من الأصل في 2022-11-25. اطلع عليه بتاريخ 2022-11-25. {{استشهاد ويب}}: تحقق من قيمة |مسار أرشيف= (مساعدة)
14. ↑  : unknown "كتاب المجدي في أنساب الطالبيين". مؤرشف من الأصل في 2022-11-25. اطلع عليه بتاريخ 2022-11-25. {{استشهاد ويب}}: تحقق من قيمة |مسار أرشيف= (مساعدة)
15. ↑  "كتاب منتقلة الطالبية". اطلع عليه بتاريخ 2017-4-14. {{استشهاد ويب}}: تحقق من قيمة |مسار أرشيف= (مساعدة)
16. ↑  "تهذيب الأنساب ونهاية الأعقاب". اطلع عليه بتاريخ 2016-9-3. {{استشهاد ويب}}: تحقق من قيمة |مسار أرشيف= (مساعدة)
17. ↑  : unknown "كتاب الأصيلي في أنساب الطالبيين". مؤرشف من الأصل في 2016-09-02. اطلع عليه بتاريخ 2016-9-2. {{استشهاد ويب}}: تحقق من قيمة |مسار أرشيف= (مساعدة)
18. ↑  : unknown "كتاب عمدة الطالب في أنساب آل أبي طالب". مؤرشف من الأصل في 2016-09-02. اطلع عليه بتاريخ 2016-9-2. {{استشهاد ويب}}: تحقق من قيمة |مسار أرشيف= (مساعدة)
19. ↑  : unknown "كتاب غاية الاختصار في البيوتات العلوية المحفوظة من الغبار". مؤرشف من الأصل في 2016-09-02. اطلع عليه بتاريخ 2016-9-2. {{استشهاد ويب}}: تحقق من قيمة |مسار أرشيف= (مساعدة)
20. ↑  : unknown "كتاب تحفة الطالب بمعرفة من ينتسب إلى عبدالله آل أبي طالب". مؤرشف من الأصل في 2016-09-02. اطلع عليه بتاريخ 2016-9-2. {{استشهاد ويب}}: تحقق من قيمة |مسار أرشيف= (مساعدة)
21. ↑  : unknown "كتاب أنساب الطالبيين". مؤرشف من الأصل في 2016-09-02. اطلع عليه بتاريخ 2016-9-2. {{استشهاد ويب}}: تحقق من قيمة |مسار أرشيف= (مساعدة)
22. ↑  "كتاب الفخري في أنساب الطالبيين". اطلع عليه بتاريخ 2016-10-22. {{استشهاد ويب}}: تحقق من قيمة |مسار أرشيف= (مساعدة)
23. ↑  "كتاب الأنوار في نسب آل النبي المختار" (PDF) (PDF). اطلع عليه بتاريخ 2016-10-22. {{استشهاد ويب}}: تحقق من قيمة |مسار أرشيف= (مساعدة)
24. ↑  "كتاب تحفة الأزهار وزلال الأنهار في أنساب أبناء الأئمة الأطهار". اطلع عليه بتاريخ 2016-9-4. {{استشهاد ويب}}: تحقق من قيمة |مسار أرشيف= (مساعدة)
25. ↑  "كتاب المعقبين من ولد الإمام أمير المؤمنين" (PDF) (PDF). اطلع عليه بتاريخ 2016-9-4. {{استشهاد ويب}}: تحقق من قيمة |مسار أرشيف= (مساعدة)
26. ↑  "كتاب أبناء الإمام في مصر والشام". مؤرشف من الأصل في 2023-08-10. اطلع عليه بتاريخ 2016-9-4.{{استشهاد ويب}}:  صيانة الاستشهاد: BOT: original URL status unknown (link)
27. ↑  "كتاب مناهل الضرب في أنساب العرب". اطلع عليه بتاريخ 2016-3-8. {{استشهاد ويب}}: تحقق من قيمة |مسار أرشيف= (مساعدة)
28. ↑  "مشجر أبي علامة نسخة برلين". اطلع عليه بتاريخ 2016-3-8. {{استشهاد ويب}}: تحقق من قيمة |مسار أرشيف= (مساعدة)
29. ↑  "كتاب معجم أشراف الحجاز في بلاد الحرمين". اطلع عليه بتاريخ 2016-3-8. {{استشهاد ويب}}: تحقق من قيمة |مسار أرشيف= (مساعدة)
30. ↑  : unknown "كتاب المعقبون من آل ابی طالب علیه السلام". مؤرشف من الأصل في 2016-09-02. اطلع عليه بتاريخ 2016-9-2. {{استشهاد ويب}}: تحقق من قيمة |مسار أرشيف= (مساعدة)
31. ↑  "ينـبع النـخـل .. لا نـبع ولا نـخل - أخبار السعودية / صحيفة عكاظ". مؤرشف من الأصل في 2019-11-04. اطلع عليه بتاريخ 2021-07-18.{{استشهاد ويب}}:  صيانة الاستشهاد: BOT: original URL status unknown (link)
32. ↑  السلجماسي العلوي، ابن زيدان عبد الرحمن بن محمد (1429 هـ - 2008 م). إتحاف أعلام الناس بجمال أخبار حاضرة مكناس. جمهورية مصر العربية: مكتبة الثقافة الدينية. {{استشهاد بكتاب}}: تحقق من التاريخ في: |تاريخ= (مساعدة) و|موقع= تُجوهل (مساعدة)
33. ↑  مجهول (1391هـ-1971م). أخبار الدولة العباسية وفيه أخبار العباس وولده (مخطوط فريد من مكتبة مدرسة أبي حنيفة ببغداد)، تحقيق الدكتور عبدالعزيز الدوري والدكتور عبدالجبار المطلبي (PDF). لبنان: دار صادر. مؤرشف من الأصل (PDF) في 15 أكتوبر 2018. {{استشهاد بكتاب}}: تحقق من التاريخ في: |تاريخ= (مساعدة) و|موقع= تُجوهل (مساعدة)
34. ↑  المروزي الازورقاني، أبو الحسن العراقي النسابة. دوحة الأنساب الكبرى.
35. ↑  الشاوش, محمد العربي. "دعوة الحق - الدولة العلوية المغربية النشأة والاستقرار والاستمرار". www.habous.gov.ma (بar-aa). Archived from the original on 2018-09-19. Retrieved 2018-11-25.{{استشهاد ويب}}:  صيانة الاستشهاد: لغة غير مدعومة (link)
36. ↑  الحسيني البغدادي، النسابة أبو الحسن محمد. مختصر دوحة الأنساب الكبرى. مؤرشف من الأصل في 2019-04-03.
37. ↑  ابن سهل الرازي :أخبارفخ ,ص158 الفضيلي : الدرر البهية ,2/79 , المشرفي : الحلل البهية ,1/208 , ابن زيدان : المنزع اللطيف , 39 , الشباني : مصابيح البشرية , 63 , الرجائي : المعقبون, 1/54, إيهاب الكتبي : المنتقى ,143, أنس الكتبي : الأصول ,39
38. ↑  الفضيلي : الدرر البهية , 2/84 , ابن زيدان : المنزع , ص38 , الناصري : الاستقصا ,3/3
39. ↑  المصدر السابق
40. 1 2  ابن سهل الرازي :أخبار فخ ,ص 158 ,159
41. ↑  الفضيلي : الدرر البهية ,2/84 , إبن زيدان : المنزع اللطيف ,ص41 , الشباني : مصابيح البشرية , ص63
42. ↑  قمنا بزيارة لكلاً من سويقة والفرع وحزره منازل بني الحسن بن الحسن , بصحبة إخواني الشريف إيهاب والشريف انس والصديق السيد مطهر عبد الله الشهاري , وذلك في شهر ذو القعدة لسنة 1429هـ
43. ↑  الفتوني العاملي : تهذيب حدائق الألباب : ص148 ,اليماني الموسوي : النفحة العنبرية ,ص118
44. ↑  unknown "أخبار فخ". مؤرشف من الأصل في 2020-02-24. اطلع عليه بتاريخ 2020-2-24. {{استشهاد ويب}}: تحقق من قيمة |مسار أرشيف= (مساعدة)
45. ↑  الفضيلي : الدرر البهية ,2/80 , ابن زيدان : المنزع اللطيف , ص40
46. ↑  باسم الكتبي :الحلل البهية في تحقيق عمود نسب الأشراف العياشية
47. ↑  "جابر بن جباره العياشي". مؤرشف من الأصل في 2017-01-23. اطلع عليه بتاريخ 2017-01-23. {{استشهاد ويب}}: |archive-date= / |archive-url= timestamp mismatch (مساعدة)
48. ↑  "الحلل البهية في تحقيق عمود نسب الأشراف العيايشة". اطلع عليه بتاريخ 2017-01-23. {{استشهاد ويب}}: تحقق من قيمة |مسار أرشيف= (مساعدة)

{{مراجع}}
- أبو الفرج الاصفهاني : مقاتل الطالبيين , ص206
- ابن سهل الرازي : أخبار فخ، ص 158، 159
- السيوطي: تاريخ الخلفاء، ص 331
- ابن دقماق: الجوهر الثمين , ص110.
- ابن المظفر : الترجمان المفتح لثمرات كمائم البستان، ورقة 130.
- الفاسي الفهري: مرآة المحاسن من أخبار الشيخ أبي المحاسن ,ص365.
- أبو العباس ابن القاضي : درة الحجال في أسماء الرجال , 1/106.
- الفتوني العاملي : تهذيب حدائق الألباب : ص148.
- المطهر الجرموزي :النبذة المشيرة , ص181.
- مرتضى الزبيدي : الروض الجلي، ص130.
- الرباطي الضعيف : تاريخ الضعيف الرباطي , 1/93.
- محمد الطالب السلمي : الإشراف على بعض من بفاس من الأشراف ,1/1-10.
- أبي القاسم الزياني : جمهرة التيجان وفهرسة ا لياقوت والمرجان , ص70
- الناصري : الاستقصا في أخبار المغرب الاقصى ج3/3
- ابن زيدان العلوي : المنزع اللطيف في مفاخر المولى إسماعيل، 39-42
- الفضيلي : الدرر البهية والجواهر النبوية، ص79 -80
- المشرفي : الحلل البهية، ص206-207
- الشباني الادريسي : مصابيح البشرية ص304
- الرجائي الموسوي :المعقبون من آل أبي طالب ,1/54
- إيهاب الكتبي: المنتقى في أعقاب الحسن المجتبى، ص 136
- أنس الكتبي: الأصول في ذرية البضعة البتول، ص 38.
- باسم الكتبي : الحلل البهية في تحقيق عمود نسب الأشراف العياشية.